# Hiiraan
Hiiraan (Arabisch: هيران , Hīrān) is een regio (gobolka) in Somalië. Haar hoofdstad is Beledweyne. De regio Hiiraan grenst in het noorden aan Ethiopië en de Somalische regio Galguduud, in het zuiden aan de regio Midden-Shabelle en Neder-Shabelle en in het westen aan de regio's Bay en Bakool.
Awdal · Bakool · Banadir · Bari · Bay · Galguduud · Gedo · Hiiraan · Midden-Juba · Midden-Shabelle · Mudug · Neder-Juba · Neder-Shabelle · Nugaal · Sanaag · Saaxil · Sool · Togdheer · Woqooyi-Galbeed
Galmudug · Jubaland · Puntland · Somaliland